# La Peña (Cundinamarca)
La Peña, oficialmente San José de La Peña, es un municipio colombiano del departamento de Cundinamarca, ubicado en la Provincia del Gualivá, a 140 km al noroeste de Bogotá.

## Historia
El pueblo indio de La Peña se formó por agregación de varios repartimientos en el sitio llamado La Peña de Don Lope, cerca a los aposentos del capitán Alonso Calvo, su encomendero, hacia mediados del siglo XVII. Los primeros pobladores fueron los indios Colimas. La Peña fue fundada en 1675 por los Padres Franciscanos. Se dice que su fundación fue inspirada por la aparición de San José, precisamente en el sitio que hoy ocupa la Iglesia. Por lo anterior, y por estar la población ubicada en una ladera se le dio el nombre de San José de La Peña. Del pasado se recuerdan algunos hechos violentos ocurridos en el Municipio, en la década de los años 50 existían grandes haciendas latifundistas pertenecientes a militares liberales que luego pasaron a manos de conservadores; durante esta época se formaron las milicias urbanas y rurales (una guerrilla incipiente), bandoleros enfrentados con los grupos de La Palma (liberales). Entre Coyabo y Guamal hay un lugar llamado Cerro de las Escaleras, en donde se encuentran aún los rastros de cartuchos, huellas indiscutibles de esa guerra.

## Festividades
En el mes de octubre se celebra el Festival de Cultura Popular, fundado por Manuel Iván Muñoz. En dicho festival se realizan danzas, teatro, comidas típicas y honores a todos los campesinos peñeros.

## Ecología
FAUNA: En el Municipio de La Peña, al igual que en la subregión Gualivá o Rionegro, posee algunas especies de fauna particular como borugo (Agouti taczanoskii), carma, armadillo (Dasiphus novencitus), chucha (Didelphis marsupialis ) y zorro. De las especies anteriores sólo fue posible observar el borugo – en cautiverio-. El conejo de monte (Syilvilagus brasiliensis) parece ser común en todo el territorio del Municipio, el venado conejo (Odoncocilios sp) - con registros por confirmar- parece estar restringido a las riveras de los ríos Negro y zumbe. La avifauna observada en el Municipio de la Peña en su gran mayoría corresponde a especies comunes. La especie Arrisonacthus flavinucha (Frutero aliazul), se observó abundante y frecuentemente, en los diferentes hábitat. Igualmente, se destaca la presencia de las especies Spinus spinescens (Semillero andino), Spinus psaltria (Semillero dorado), que generalmente presentan hábitos marcadamente silvícolas.

## Geografía
El Municipio de la Peña se encuentra ubicado en el centro occidente del Departamento de Cundinamarca, en la provincia del Gualivá. 
Localizado a escasos 93 kilómetros de Bogotá, este Municipio tiene como características georreferenciales  latitud 5° 12' norte y longitud 74° 24' oeste.

### Límites del municipio
La Peña está delimitado por los siguientes municipios:
| Noroeste: La Palma (Río Tumbe)                                           | Norte: La Palma          | Nordeste: El Peñón (Río Negro)                    |
| Oeste: Útica                                                             |                          | Este: Límite entre El Peñón y Nimaima (Río Negro) |
| Suroeste: Límite entre Útica y Nimaima (Río Negro, Centro poblado Tobia) | Sur: Nimaima (Río Negro) | Sureste: Nimaima (Río Negro)                      |

## Temperaturas Grados Celsius (Centígrados)
- Media: 22
- Mínima: 18.
- Máxima:30.

El Municipio tiene una extensión territorial de 13.193 has distribuidas así: área urbana 0.013 has y área rural 13.180 has.  Limita: La Peña presenta como divisiones administrativas  tradicionales: Un sector Urbano determinado por su  perímetro y el sector rural conformado por 23 veredas

## Economía
La Peña se ha caracterizado por tener su mayor ingreso económico a expensas del trabajo agrícola, en especial a través de la producción panelera. El Municipio regionalmente se encuentra ubicado en la zona panelera de Cundinamarca, situación que le da el segundo lugar como Municipio productor de Panela del departamento, después del Municipio de Caparrapí. Lo anterior, le da ciertas características relevantes al Municipio, no solo por las relaciones socioeconómicas sino por las ambientales.
La producción de panela de La Peña un su gran mayoría (en un alto porcentaje), es comercializada dentro de la misma región por comerciantes de la misma zona y en ocasiones por foráneos que llegan cada ocho días a comprarla directamente a los campesinos productores, cabe aclarar que en cuanto al transporte es muy atomizado, ya que la producción de la zona baja se lleva hacia el Municipio de Utica y la inspección de Tobia (Nimaima); la zona alta(Zona Norte) se lleva al Municipio de La Palma, en una pequeña proporción se transporta hacia el Municipio de Villeta, por facilidades en el desplazamiento y por mejor oportunidad en el precio de compra. Es por esto que todos los esfuerzos van dirigidos a implantar nuevas herramientas que optimicen la producción haciendo más competitivo este producto en el mercado.
El café representa el segundo reglón de producción, que se ha venido mermando en forma notoria por la baja de precio del producto en el país, la disminución de los niveles de exportación. Los cultivos anuales o transitorios tienen un manejo residual y tienen un carácter esencialmente de subsistencia. El comercio de ganado vacuno para sacrificio y consumo humano es una actividad que se limita a abastecer al Municipio en productos cárnicos, teniendo presente que solo se lleva a cabo los días miércoles, viernes, sábado y domingo con el sacrificio de 4 semovientes por día. Se cuenta con el área comercial donde la venta de productos que proveen la canasta familiar apoyan a fortalecer la economía del municipio.
Los productos agropecuarios representan el 30.39% de la actividad comercial. Con relación a los indicadores de dependencia económica donde se pretende evaluar la proporción de población productiva frente a la población menor de 15 años o jubilada, los datos indican que de cada 10 habitantes 5 son menores de 15 años y 1 es mayor de 65, para un total de 65% de dependencia global económica.

## Vías
La vía intermunicipal terrestre comunica La Peña - Tobia - Villeta en un trayecto aproximado de 36 km con 26 de ellos pavimentados. La vía La Peña - Tobia - La Vega - Bogotá dispone de 93 kilómetros con 83 de ellos pavimentados.
En tanto las vías terciarias comunican el Municipio con Pacho, Utica, La Palma, y las zonas veredales. A través de ellas se mueve la carga, pasajeros y en general todo el comercio del Municipio. Las vías terciarias son aproximadamente 280 km y cubren el 100 % de las veredas. Todas ellas han recibido mantenimiento en el último año, afirmando su superficie en tierra. En estos momentos solo 10 kilómetros entre y La Peña y Bogotá están sin pavimentar.

## Sitios de interés
- Alto El Poleo
- Alto Estoraque
- Alto Mesa de Aguablanca
- Alto Pispis
- Mirador de la virgen
- Cascada de las golondrinas
- Quebrada los Robles
- Cascada La Quijana
- Cascada El Chispon
- Cerro de La Escalera
- Museo del trapiche
- Mural de la mulas
- Mono de la pila
- Árbol de los enamorados

## Servicios públicos
- Energía Eléctrica: Enel, es la empresa prestadora del servicio de energía eléctrica.
- Gas Natural: Alcanos de Colombia es la empresa distribuidora y comercializadora de gas natural en el municipio.